# Frederikshavn hamn
Frederikshavn hamn är en hamn i Frederikshavn, Danmark. Hamnen hanterar drygt 2 miljoner ton varor per år, vilket gör den till en av de större i Danmark. Hamnen har färjeförbindelse med Göteborg och Læsø. Totalt anlägger färjorna i hamnen 3 900 gånger per år och har med sig 1 800 000 passagerare. Tidigare har den haft färjeförbindelse med Oslo och Larvik.